# 박문희
박문희(朴文熙, 1953년 8월 26일 ~ )은 대한민국 충청북도의회 의원이다.

## 학력
- 금관초등학교 졸업
- 세광중학교 졸업
- 고등학교 졸업학력 검정고시
- 충북보건과학대학교

## 경력
- 2010년 7월 1일 ~ 2014년 6월 30일: 제9대 충청북도의회 의원
  - 2010.07 ~ 2012.06 : 제9대 충청북도의회 전반기 산업경제위원회 위원
  - 2010.07 ~ 2012.06 : 제9대 충청북도의회 의회운영위원회 위원장
  - 2010.07 ~ 2012.06 : 제9대 충청북도의회 전반기 세종시정상추진및발전특별위원회위원
  - 2012.01 ~ 2012.06 : 제12차 전국시·도의회 운영위원장협의회장
  - 2012.07 ~ 2014.06 : 제9대 충청북도의회 후반기 건설소방위원회 위원
  - 2012.07 ~ 2014.06 : 제9대 충청북도의회 후반기 청원청주통합지원특별위원회 위원
- 2014년 12월 ~ 2016년 9월 : 새정치민주연합→더불어민주당 충청북도당 사무처장
- 2017년  9월 ~ 2019년 8월 : 민주평화통일자문회의 충북지역회의 부의장
- 2018년 7월 1일 ~ 2022년 6월 30일: 제11대 충청북도의회 의원
  - 2018.07 ~ 2020.06 : 제11대 충청북도의회 전반기 산업경제위원회 위원
  - 2018.07 ~ 2020.06 : 제11대 충청북도의회 전반기 윤리특별위원회 위원장
  - 2018.07 ~ 2020.06 : 제11대 충청북도의회 전반기 예산결산특별위원회 위원
  - 2020.07 ~ 2022.06 : 제11대 충청북도의회 후반기 의장
- 2020.09 ~ 2022.06: 제17대 전국시도의회의장협의회 전반기 부회장
- 2022.10 ~ : 더불어민주당 충청북도당 부위원장

## 역대 선거 결과
|  | 37.43% |

|  | 21.02% |

|  | 31.41% |

|  | 44.95% |

|  | 48.4% |

|  | 60.84% |